# Fillmore West
Fillmore West foi uma histórica casa de shows em São Francisco, Califórnia, fundada pelo empresário de rock Bill Graham. Seu nome é advindo do Fillmore original, que funcionava nas esquinas da Fillmore Street e Geary Boulevard.
Em razão da deterioração urbana da vizinhança e da capacidade exígua do Fillmore original, Graham decidiu mudar sua casa de shows para o local antes conhecido como The Carousel Ballroom e El Patio, nas esquinas da Market Street e South Van Ness Avenue. Renomeou o empreendimento para Fillmore West em contraste a seu Fillmore East, então em funcionamento em Nova York.
No começo da década de 1970, Graham decidiu afastar-se da indústria musical, fechando a casa em 4 de julho de 1971 com uma leitura de poesia por Allen Ginsberg e concertos das bandas Santana, Creedence Clearwater Revival, Grateful Dead e Quicksilver Messenger Service. O documentário Fillmore, retratando os últimos concertos, e um LP triplo, Fillmore: The Last Days, foram lançados em 1972.
No local que abrigou o Fillmore West encontra-se atualmente uma concessionária de automóveis.